# 周越池
周越池（1928年—1990年），男，安徽五河人，中华人民共和国军事人物，中国人民解放军少将，曾任甘肃省军区司令员。